# Casa Mataix
La Casa Mataix, situada en la calle Joan Cantó número 10 de la ciudad de Alcoy (Alicante), España, es un edificio residencial de estilo modernismo valenciano construido en el año 1907, que fue proyectado por el arquitecto alcoyano Vicente Pascual Pastor.

## Descripción
El edificio fue levantado por encargo del industrial alcoyano Desiderio Mataix Valor. Está compuesta por una planta baja y consta de dos alturas divididas por cornisas.
Posee un diseño modernista más austero, destacando los sillares lisos para las pilastras, ménsulas y aleros, mientras que en el resto de la fachada son abujardados.
La fachada principal está compuesta por sillares divididos en franjas en vertical, delimitadas por pilastras. En el conjunto arquitectónico destaca la composición simétrica de su fachada. La herrería presenta una decoración de tipo floral en las barandillas de los balcones y en las rejas de los bajos. La puerta principal es de hierro, también con decoración floral.
La planta baja se destinó a oficinas y a almacén de tejidos y la planta superior estaba destinada al servicio doméstico. En los laterales tiene amplios patios para disponer de una buena ventilación y entrada de luz y en la parte posterior se halla un jardín.